# Allium serbicum
Allium serbicum — вид трав'янистих рослин родини амарилісові (Amaryllidaceae), ендемік Сербії.

## Поширення
Ендемік Сербії.